# Florida Cup 2021
La Florida Cup 2021 fue la séptima edición de este torneo amistoso de fútbol, disputado por 4 equipos: Millonarios, Atlético Nacional, Pumas UNAM y  Everton.
Los equipos originalmente programados para el torneo eran los clubes ingleses Everton y Arsenal, el club italiano Inter de Milán y el club colombiano Millonarios. El 20 de julio, el Arsenal anunció su retiro debido a pruebas positivas de COVID-19 entre su cuerpo técnico, y el Inter de Milán se retiró citando preocupaciones sobre el aumento de casos de COVID-19 en Florida. El Pumas UNAM y el Atlético Nacional colombiano se agregaron al calendario para enfrentar a Everton y Millonarios en su segundo partido en un doble amistoso el 28 de julio. Se decidió que el ganador del partido inaugural entre Everton y Millonarios sea declarado campeón del torneo.

## Formato de juego
Para esta edición 2021 de la Florida Cup se jugó la final a un único partido entre Millonarios y Everton, y se adicionaron dos duelos amistosos:  Everton vs. Pumas UNAM y Millonarios vs. Atlético Nacional.

## Participantes
| Equipos participantes | Equipos participantes | Equipos participantes | Equipos participantes |
| --------------------- | --------------------- | --------------------- | --------------------- |
| Millonarios           | Atlético Nacional     | Everton               | Pumas UNAM            |

## Partidos

### Final
| 25 de julio de 2021 | Everton                                                                                           | 1:1 (0:1) (10:9 p.)        | Millonarios                                                                                      | Camping World Stadium, Orlando |                             |
| 18:00               | Gray 64' (pen.)                                                                                   | Reporte                    | Llinás 19'                                                                                       | Árbitro(s): Elvis Osmanovic    | Árbitro(s): Elvis Osmanovic |
|                     |                                                                                                   | Tiros desde el punto penal |                                                                                                  |                                |                             |
|                     | Keane · Gray · Gordon · Gomes · Broadhead · Gbamin · Gibson · Kenny · Davies · Anderson · Begović |                            | Pereira · Márquez · Vargas · Abadía · Ruiz · Guerra · García · Bertel · Murillo · Román · Moreno |                                |                             |

### Amistosos
| 28 de julio de 2021 | Everton  | 1:0 (1:0) | Pumas UNAM | Camping World Stadium, Orlando |  |
| 18:00               | Kean 19' |           |            |                                |  |

| 28 de julio de 2021 | Millonarios    | 2:3 (2:3) | Atlético Nacional           | Camping World Stadium, Orlando |  |
| 20:45               | Silva 25', 33' |           | Barrera 6' · Álvez 31', 44' |                                |  |

### Clasificación
Se le otorgan 3 puntos al equipo ganador. Si hay empate entre los dos clubes durante los 90 minutos, se le otorga 1 punto a cada equipo y luego se procederá a una tanda de penales para definir a quién se le otorgará el punto restante.

#### Por clubes
| Pos. | Club              | Pts | PJ | G | VP | DP | P | GF | GC | Dif |
| ---- | ----------------- | --- | -- | - | -- | -- | - | -- | -- | --- |
| 1.°  | Everton           | 5   | 2  | 1 | 1  | 0  | 0 | 2  | 1  | +1  |
| 2.°  | Millonarios       | 1   | 2  | 0 | 0  | 1  | 1 | 3  | 4  | -1  |
| 3.°  | Atlético Nacional | 3   | 1  | 1 | 0  | 0  | 0 | 3  | 2  | +1  |
| 4.°  | Pumas UNAM        | 0   | 1  | 0 | 0  | 0  | 1 | 0  | 1  | -1  |

Pts.= Puntos; PJ= Partidos jugados; G= Partidos ganados; VP= Victoria por penales; DP= Derrota por penales; P= Partidos perdidos; GF= Goles a favor; GC= Goles en contra; Dif.= Diferencia de gol.
| Florida Cup 2021              |
| Bandera de Inglaterra         |
| ----------------------------- |
| Everton Campeón (1.er título) |

#### Por país
| Pos. | País       | Pts | PJ | G | VP | DP | P | GF | GC | Dif |
| ---- | ---------- | --- | -- | - | -- | -- | - | -- | -- | --- |
| 1.°  | Inglaterra | 5   | 2  | 1 | 1  | 0  | 0 | 2  | 1  | +1  |
| 2.°  | Colombia   | 4   | 3  | 1 | 0  | 1  | 1 | 6  | 6  | 0   |
| 3.°  | México     | 0   | 1  | 0 | 0  | 0  | 1 | 0  | 1  | -1  |

Pts.= Puntos; PJ= Partidos jugados; G= Partidos ganados; VP= Victoria por penales; DP= Derrota por penales; P= Partidos perdidos; GF= Goles a favor; GC= Goles en contra; Dif.= Diferencia de gol.
| Florida Cup 2021                 |
| Bandera de Inglaterra            |
| -------------------------------- |
| Inglaterra Campeón (1.er título) |